# Tridactylus berlandi
Tridactylus berlandi är en insektsart som beskrevs av Lucien Chopard 1920. Tridactylus berlandi ingår i släktet Tridactylus och familjen Tridactylidae. Inga underarter finns listade i Catalogue of Life.